# Uzdborjád
Uzdborjád község volt Tolna vármegyében 1940-ig.

## Története
Uzdborjád Borjád és Uzd önálló puszták egyesülésével jött létre az ezeket megszüntető 1871-es községi törvény nyomán, jellegzetes eszmei község volt. 1940-ben szűnt meg, ekkor Borjádi részét Kölesdhez, Uzdi részét pedig Sárszentlőrinchez csatolták, ahova máig is tartoznak. Az uzdi Vaskapu-hegyen URH-állomás épült.

## Nevezetes személyek
- Borjádon írta Petőfi Sándor „Négyökrös szekér” című versét.[2] A Sass-kúriában emlékhelyet alakítottak ki a költő tiszteletére.[3]
- Uzdon a Fördős-kúriában született Pesthy Pál politikus.